# Басси, Давиде
Давиде Басси (итал. Davide Bassi; род. 12 апреля 1985, Сарцана) — итальянский футболист, вратарь.

## Клубная карьера
Давиде — воспитанник клуба «Эмполи». В 2003 году он перешёл в скромный «Массезе». Его выступления в этой команде не остались незамеченными и в 2005 году «Эмполи» выкупил половину прав на игрока. 1 июля 2006 года Давиде окончательно был выкуплен «Эмполи». С тех пор он стал основным голкипером «Эмполи», выступал в Серии А. В сезоне 2010/11 он был арендован «Торино», за который провёл семнадцать игр. В сезоне 2011/12 Давиде также выступал в аренде, за «Сассуоло», но на поле так и не появился. В следующем сезоне он снова стал основным голкипером своего родного клуба «Эмполи».

## Карьера в сборной
Давиде провёл за олимпийскую сборную Италии три «сухих» матча и выиграл в её составе турнир в Тулоне.

## Достижения
«Массезе»
- Победитель Серии D: 2003/04
- Победитель Серии С2: 2004/05

Олимпийская сборная Италии
- Победитель турнира в Тулоне: 2008